# SEX-ANDROID
SEX-ANDROID（セックスアンドロイド）は日本のヴィジュアル系ロックバンドである。事務所はART POP ENTERTAINMENT、レコード会社は所属事務所の内部レーベルである濱書房（インディーズ）に所属。

## 概要
- 基本的には「SEX-ANDROID」を名乗っているが、正式なバンド名は「THE CRAZY DOCTOR SEX-ANDROID ROLLING SPECIAL(ザ・クレイジードクター・セックスアンドロイド・ローリングスペシャル)」[1]。略称「セクアン」。
- 白塗りに白衣を着たルックスが特徴で、その見た目から自らの音楽ジャンルを「医者ロック」と称する。
- 音楽性はしばしば歌謡パンク、パンク・ロック[2]、ロカビリーに分類される。
- 同じ事務所のNoGoDなどとまとめて「白塗り系」のバンドと呼ばれる。[3]
- 1995年から幾度のメンバーチェンジを経て活動しているが、注目され始めたのが2006年頃からのため「ネオ･ヴィジュアル系バンド」に括られることが多い[要出典]。
- ART POP ENTERTAINMENT主催のイベント「白塗り学園」、楠本柊生主宰の劇団「第14帝國」などに俳優として出演することがある。
- 2009年に発売したシングル「姫ゴト」にてオリコンインディーズ週間ランキング1位を獲得し、2010年には赤坂BLITZでの単独公演を行った。
- 2017年7月19日 中野サンプラザ公演にて、無期限活動休止。

## メンバー

### 現在のメンバー
- YU-DAI（雄大）（Vocal）
  - 身長171cm、体重53kg、8月17日生まれ、O型。
  - 主に作詞を担当。初期メンバー。
  - 白塗り、白衣に雪駄がトレードマーク。ライブでは脚立に乗り、ヌンチャクを振り回すパフォーマンスを行う。
  - 現在はザ・シンナーズというバンドで活動している。
  - 2020年4月からラジオ局「エフエムひめ」にて毎月第2、第4火曜日にヴィジュアル系芸人の俺はゴミじゃないと共に『雄大の寿司』のパーソナリティを務める。
- TφRU（透）（Guitar）
  - 身長169cm、体重46kg、5月16日生まれ、A型。
  - 現リーダー。主に作曲を担当。
  - 現在はメンバー内で唯一白塗りメイクではなく、密室系メイクをしている。
  - 加藤透名義でソロ活動の後にロマン急行を得て現在はOLD CIRCUSのギターとして活動。
- JUNRO（淳朗）（Bass）
  - 身長153cm、体重47kg、9月21日生まれ、B型。
  - 初期メンバーであるが、一度脱退した後、2003年に再加入した。
  - 白塗りに赤髪、頭頂部を剃ってトゲ状にセットした髪型がトレードマーク(一時期、密室系メイクであった)。通称ハゲ様。
  - 「発狂ロリポップ」「姫ゴト」「メンタル日和」などのPVは、彼が主役のドラマ仕立てになっている。
  - 現在は雄大と共にザ・シンナーズのベースとして活動。

### サポートメンバー
- ハルキ（サポートDrums）
  - 2008年からサポートメンバーとしてレコーディング、ライブ、インストアイベントなどに参加。

### 旧メンバー
- YOSHITAKA（SONOBE）（Guitar）初代リーダー
- 智（トモ）（Bass）
- 小町（サポートBass）
- 彦（ヒコ）（サポートBass）
- SACO（サポートBass）
- 阿純（アズミ）（Drums）
- 爆(バック)（Drums）
- MASA（政）（マサ）（サポートDrums）
- 梅木（サポートDrums）
- SEIJI（MITSUHARU MISAWA）（サポートDrums）
- ケンタロウ（サポートDrums）

## 来歴

### 初期
1995年
- 6月　Vo.YU-DAI、G.YOSHITAKA（SONOBE）、B.JUNRO、Dr.MASAの4人で結成。
- 10月 ミニアルバム「SEX-ANDROID」発売。

1996年
- 2月 B.JUNRO、Dr.MASA脱退。現GのTφRUと3人で「LAST BALL PANIC」結成。
- 9月 サポートB.小町、サポートDr.梅木加入。1回のライブの後、サポートDr.梅木脱退。
- 10月 サポートDr.MASA再加入。この頃からYU-DAIがソロ活動を始め、活動休止状態になる。

### 医者ロック以後
1998年
- 6月 Vo.YU-DAI（雄大）、G.YOSHITAKA（義貴）、サポートB.彦、サポートDr.政（MASA）で再始動。白衣を着て「医者ロック」を標榜するようになる。
- 9月30日 新生SEX-ANDROIDとして初ライブ。サポートB.彦、Dr.政脱退。
- 12月10日 渋谷CYCLONEにてB.智、Dr.阿純加入。

1999年
- 1月 1stデモテープ「発情期」発表。
- 12月 1stアルバム「支離滅裂」発売。

2000年
- 2月 Dr.阿純脱退。
- 3月 Dr.爆(バック)加入。
- 7月 テレビ東京「輝け！ソングラ天国」出演。ソングラ賞受賞。

2001年
- 1月 現G.TφRUがB.として加入。「輝け！ソングラ天国」4度目の出演。
- 8月 ミニアルバム「哀しみを川に流して翔ぶ薬」発売。
- 9月 Dr.爆、G.YOSHITAKA脱退。
- 11月 TφRUがG.に転向し、サポートB.SACO、サポートDr.SEIJIが加入。

2002年
- 1月 VHS「テレビ版　哀しみを川に流して翔ぶ薬」発売。
- 8月 オムニバス「東京UNDER MAP」に「夏が嫌いなシャンソン人形」で参加。
- 11月 サポートB.SACO脱退。

2003年
- 1月 B.JUNRO加入。

### ART POP所属後
2004年
- 8月24日　池袋手刀にて初ワンマンライブ。
- 9月 ミニアルバム「アナログ病棟696」をART POP ENTERTAINMENT内のレーベル濱書房から発売。以後、同レーベルからリリースするようになる。

2005年
- 5月 1stシングル「狂い咲きバーニングラブ」発売。
- 9月 2ndシングル「Mの恋文」発売。

2006年
- 9月 3rdシングル「ジェット・スターダスト・キャバレー」発売。

2007年
- 5月 4thシングル「発狂ロリポップ」発売。
- 12月30日 池袋CYBERにてワンマンライブ「SEX-ANDROID単独公演 中野医師会-年末大感謝祭'07-～セクアンの1stフルアルバム発売を祝う集い～」公演。

2008年
- 1月 1stアルバム「お茶ノ間キラー」発売。
- 3月28日 原宿アストロホールにてワンマンライブ「SEX-ANDROIDスペシャル単独公演 『中野医師会～春のお花見キラー～』」公演。
- 6月 ワンマンツアー「SEX-ANDROID単独ツアー2008　[茶ノ間旋風]」全3公演。
- 9月 完売3タイトルを収録したアルバム「完売トラック1.2.3-Ｍのアナログ狂い咲き-」発売。
同時に5thシングル「グッドモーニング・サブカルチャー」発売。
- 9月 ワンマンツアー「～セクアンが医者ロックになっちゃって10周年記念興行～[茶ノ間旋風再上陸～]」全3公演。
- 12月27日 渋谷CLUB QUATTROにてワンマンライブ「SEX-ANDROIDスペシャル単独公演『中野医師会～年末大感謝祭'08～』」公演。

2009年
- 1月 6thシングル「姫ゴト」発売。
- 3月 Shibuya O-EASTにてワンマンライブ「SEX-ANDROID スペシャル単独公演『中野医師会～春のお花見キラー'09～』」公演。
- 4月 7thシングル「トゲオ」発売。
- 4月～5月 全国ワンマンツアー「中野医師会～日本横断単独ツア-'09～『医者ロック最前線』」全8公演。
- 9月23日 Shibuya O-EASTにてワンマンライブ「SEX-ANDROID～フルアルバム発売記念スペシャル単独公演～『医者ROCKシンドローム』～ついでにハゲ様記念日、二日後～」公演。
- 10月 2ndアルバム「平成・コトナカレ主義！」発売。
- 11月～12月　全国ワンマンツアー「中野医師会～日本"再"横断単独ツアー'09 医者ROCK現象」全9公演。

2010年
- 3月28日 赤坂BLITZにてワンマンライブ「SEX-ANDROID スペシャル単独公演『中野医師会～春のお花見キラー'10～』」公演。
- 5月～6月 全国ワンマンツアー「SEX-ANDROID 15th ANNIVERSARY CRAZY DOCTOR"単独巡業"ROLLING SPECIAL'10『Baby!そろそろ正気に戻りまショー！』」全6公演。
- 7月 8thシングル「灼熱のメロディー/玩ばれトゥナイト！」発売。
- 10月 アルバム（カップリング＆PV集）「B-BONUS-THEATER」発売。
- 10月～12月 全国ワンマンツアー「CRAZY DOCTOR"日本縦断単独巡業"ROLLING SPECIAL '10 『往診ですよ～！。』」全11会場12公演。

2011年
- 1月 9thシングル「嫌ってよ、モナムール」発売。
- 2月 横名阪ワンマンツアー「CRAZY DOCTOR"横名阪"ROLLING SPECIAL '11 『お母さん、モナムールって...なんでしょうね？』」全3公演。
- 3月1日　SEX-ANDROID -OFFICIAL SUPPORTER'S CLUB-「セクアンちゃん倶楽部」結成。
- 3月 3rdアルバム「ザ・ホワイト・ロックンロール・スウィンドル」発売。
- 5月～6月 全国ワンマンツアー「ONE MAN TOUR-2011-『ザ・ホワイト・ロックンロール・スウィンドル』」全11会場14公演。
- 7月23日 Shibuya O-EASTにてワンマンライブ「SEX-ANDROID スペシャル単独公演『中野医師会～夏のお祭りキラー'11～』」（2011年3月27日の振替公演）公演。
- 10月～12月 全国ワンマンツアー「CRAZY DOCTOR"日本縦断単独巡業"ROLLING SPECIAL '11 【劣等縦断 】」全11会場14公演。
- 12月 ライブDVD「Live At The 医者ロック ～中野医師会-夏のお祭りキラー'11～」発売。

2012年
- 3月30日　Shibuya O-WESTにてワンマンライブ「SEX-ANDROID スペシャル単独公演『中野医師会～春のお花見キラー'12～』」公演。
- 4月 ミニアルバム「殺し屋ミルクちゃん(初回盤)」発売。
- 4月～5月　全国ワンマンツアー「SEX-ANDROID ONE MAN TOUR-2012-【 殺し屋ミルクちゃん 】」全9会場11公演。
- 11月 ミニアルバム「殺し屋ミルクちゃん(通常盤)」、10thシングル「だって、、、バカだから」発売。
- 11月～12月 全国ワンマンツアー「セクアン日本縦断単独巡業-2012-【 だって、、、バカだから！！！】」全11公演。

2013年
- 3月 ワンマンライブ、名阪「中野医師会～春のお花見キラー2013 DX～」、4月6日CLUB CITTA'にて「中野医師会～春のお花見キラー2013 SUPER DX～」公演。
- 7月 11thシングル「お前の夏を俺にくれ！」発売。
- 10月 4thアルバム「ギャクシンセサイザー！！」発売。
- 10月～12月 全国ワンマンツアー「SEX-ANDROIDニューアルバム発売記念～日本縦断単独巡業2013～【ギャクシンセサイザー! !】 」全11会場14公演。

2014年
- 3月27日 渋谷CLUB QUATTRO にてワンマンライブ「SEX-ANDROIDスペシャルワンマンショー! !【中野医師会～春のお花見キラー2014～】」 公演。
- 3月 12thシングル「雪どけのブルース（中野医師会～春のお花見キラー2014～公演限定盤)」発売。
- 4月 12thシングル「雪どけのブルース（LIVE会場限定盤(限定1000枚)」発売。
- 7月 13thシングル「宿題やったのに」発売。
- 10月 ミニアルバム「哀愁ディスコティック」発売。
- 10月～12月 全国ツアー「SEX-ANDROID ミニアルバム発売記念～日本縦断ツアー2014～【ハロー ! 哀愁デイト】」全13会場15公演。

2015年
- 4月4日　恵比寿リキッドルームにてワンマンライブ「SEX-ANDROID 20th ANNIVERSARY GIG 【中野医師会-春のお花見キラー2015-DX】」公演。
- 4月 14thシングル「ぶった斬りサンダーロード(LIVE会場/SC通販限定盤、流通盤)」発売。
- 4月～ 全国ワンマンツアー「セクアン20周年、20都市でワンマンショーシリーズ！！【会いにきて♪来っ！NEED・YOU！】」公演。

## 作品

### デモテープ
| 発売日    | タイトル |
| --------- | -------- |
| 1999年1月 | 発情期   |

### シングル
| No.  | 発売日         | タイトル                           | 規格品番                                                                                      | 発売元 | 販売元                              | 最高順位                        |
| ---- | -------------- | ---------------------------------- | --------------------------------------------------------------------------------------------- | ------ | ----------------------------------- | ------------------------------- |
| 1st  | 2005年5月29日  | 狂い咲きバーニングラブ             | HMS-0003                                                                                      | 濱書房 | ART POP RECORDS/ ライカロリーポップ |                                 |
| 2nd  | 2005年9月14日  | Mの恋文                            | HMS-0006                                                                                      | 濱書房 | ART POP RECORDS/ ライカロリーポップ |                                 |
| 3rd  | 2006年9月27日  | ジェット・スターダスト・キャバレー | 初回限定盤HMS-0011A 通常盤HMS-0011B                                                           | 濱書房 | ART POP RECORDS/ ライカロリーポップ |                                 |
| 4th  | 2007年5月23日  | 発狂ロリポップ                     | 初回限定盤HMS-0013A 通常盤HMS-0013B                                                           | 濱書房 | ART POP RECORDS/ ライカロリーポップ |                                 |
| 5th  | 2008年9月24日  | グッドモーニング・サブカルチャー   | 初回限定盤HMS-0015A 通常盤HMS-0015B                                                           | 濱書房 | ART POP RECORDS/ ライカロリーポップ | オリコン106位、インディーズ10位 |
| 6th  | 2009年1月7日   | 姫ゴト                             | 初回限定盤HMS-0017A 通常盤HMS-0017B                                                           | 濱書房 | ART POP RECORDS/ ライカロリーポップ | オリコン85位、インディーズ1位   |
| 7th  | 2009年4月8日   | トゲオ                             | 初回限定盤HMS-0019A 通常盤HMS-0019B                                                           | 濱書房 | ART POP RECORDS/ ライカロリーポップ | オリコン103位                   |
| 8th  | 2010年7月28日  | 灼熱のメロディー/玩ばれトゥナイト! | 完全限定盤限定(2000枚)HMS-0026A 通常盤HMS-0026B                                               | 濱書房 | ART POP RECORDS/ ライカロリーポップ | オリコン92位、インディーズ3位   |
| 9th  | 2011年1月5日   | 嫌ってよ、モナムール               | 期間限定盤HMS-0029A 通常盤HMS-0029B                                                           | 濱書房 | ART POP RECORDS/ ライカロリーポップ | オリコン91位                    |
| 10th | 2012年11月14日 | だって、、、バカだから             | AtypeHMSR-0037A BtypeHMSR-0037B                                                               | 濱書房 | ART POP RECORDS/ ライカロリーポップ |                                 |
| 11th | 2013年7月31日  | お前の夏を俺にくれ！               | 完全初回限定盤HMSR-0038G                                                                      | 濱書房 | ART POP RECORDS/ ライカロリーポップ |                                 |
| 12th | 2014年3月27日  | 雪どけのブルース                   | 中野医師会～春のお花見キラー2014～公演限定盤HMSR-0040GA LIVE会場限定盤(限定1000枚)HMSR-0040GB | 濱書房 | ART POP RECORDS/ ライカロリーポップ |                                 |
| 13th | 2014年7月26日  | 宿題やったのに                     | LIVE会場/通販のみ(限定1000枚)HMSR-0041G                                                       | 濱書房 | ART POP RECORDS/ ライカロリーポップ |                                 |
| 14th | 2015年4月4日   | ぶった斬りサンダーロード           | LIVE会場/SC通販限定HMSR-0043G 流通盤HMSR-0043A                                                | 濱書房 | ART POP RECORDS/ ライカロリーポップ |                                 |

### アルバム
| No. | 発売日         | タイトル                                   | 規格品番                                                                       | 発売元       | 販売元                              | 最高順位                                           |
| --- | -------------- | ------------------------------------------ | ------------------------------------------------------------------------------ | ------------ | ----------------------------------- | -------------------------------------------------- |
|     | 1995年10月     | SEX-ANDROID                                | SA-001                                                                         |              |                                     |                                                    |
|     | 1999年12月25日 | 支離滅裂                                   | FPO-001                                                                        | LIZA RECORDS |                                     |                                                    |
|     | 2001年8月5日   | 哀しみを川に流して翔ぶ薬                   |                                                                                |              |                                     |                                                    |
|     | 2004年9月9日   | アナログ病棟696                            | HMS-0001                                                                       | 濱書房       | ART POP RECORDS/ ライカロリーポップ |                                                    |
| 1st | 2008年1月16日  | お茶ノ間キラー                             | 初回限定盤HMS-0014A 通常盤HMS-0014B                                            | 濱書房       | ART POP RECORDS/ ライカロリーポップ |                                                    |
|     | 2008年9月24日  | 完売トラック1.2.3-Mのアナログ狂い咲き-     | HMS-0016 限定3000枚                                                            | 濱書房       | ART POP RECORDS/ ライカロリーポップ |                                                    |
| 2nd | 2009年10月14日 | 平成・コトナカレ主義!                      | 初回限定盤(DVD付2枚組)HMS-0022A 初回限定盤(CD付2枚組)HMS-0022B 通常盤HMS-0022C | 濱書房       | ART POP RECORDS/ ライカロリーポップ | オリコン158位                                      |
|     | 2010年10月6日  | B-BONUS-THEATER                            | 完全限定盤HMS-0028 限定2000枚                                                  | 濱書房       | ART POP RECORDS/ ライカロリーポップ | オリコン198位                                      |
| 3rd | 2011年3月2日   | ザ・ホワイト・ロックンロール・スウィンドル | 完全限定盤HMSR-0032A 通常盤HMSR-0032B ライカエジソン通販限定ver.HMSR-0032L     | 濱書房       | ART POP RECORDS/ ライカロリーポップ | オリコン74位、インディーズ4位                      |
|     | 2012年4月4日   | 殺し屋ミルクちゃん                         | 初回盤HMSR-0034 限定3000枚 通常盤(2012年11月14日)HMSR-0034B                    | 濱書房       | ART POP RECORDS/ ライカロリーポップ | オリコン133位、インディーズ14位（2012年4月16日付） |
| 4th | 2013年10月30日 | ギャクシンセサイザー！！                   | 限定盤HMSR-0039G 通常盤HMSR-0039                                               | 濱書房       | ART POP RECORDS/ ライカロリーポップ |                                                    |
|     | 2014年10月22日 | 哀愁ディスコティック                       | 初回限定3000枚HMSR-0042A                                                       | 濱書房       | ART POP RECORDS/ ライカロリーポップ |                                                    |
|     | 2015年6月24日  | 医者ROCK NEVER DIE                         | 完全初回限定SPECIAL BOX(CD3枚＋DVD)HMSR-0045GB 通常盤(CD2枚組)HMSR-0045A       | 濱書房       | ART POP RECORDS/ ライカロリーポップ |                                                    |

### 配布シングル
| タイトル                                     | 備考                                |
| -------------------------------------------- | ----------------------------------- |
| 暴動男（と書いてライオットマン）／大人でポン | 2010年3月28日ワンマンライブにて配布 |
| 劣等クライシス／ドロシー                     | 2011年7月23日ワンマンライブにて配布 |
| 高速バス／カッ翔びの竜                       | 2013年4月6日ワンマンライブにて配布  |

### 映像作品
| 発売日         | タイトル                                                 | 規格 | 規格品番             | 発売元 | 販売元                              | 最高順位 |
| -------------- | -------------------------------------------------------- | ---- | -------------------- | ------ | ----------------------------------- | -------- |
|                | アル中人生                                               | VHS  |                      |        |                                     |          |
| 2002年1月      | テレビ版 哀しみを川に流して翔ぶ薬                        | VHS  |                      |        |                                     |          |
| 2003年11月     | タメライ傷ト夜ノ蝶                                       | VHS  |                      |        |                                     |          |
| 2011年12月21日 | Live At The 医者ロック 〜中野医師会-夏のお祭りキラー11〜 | DVD  | HMSV-0001 限定1000枚 | 濱書房 | ART POP RECORDS/ ライカロリーポップ |          |

### コンピレーション
| 発売日         | タイトル                                                    | 規格品番     | 発売元                               | 販売元         | 収録曲 | 最高順位 |
| -------------- | ----------------------------------------------------------- | ------------ | ------------------------------------ | -------------- | --- | -------- |
| 2001年2月21日  | ソングラvol.1「勝ち盤」                                     | OMCA-3002    | オーマガトキ                         | 日本コロムビア | 桜・散ル〜37564 恨みハラサデオクベキカ〜                                                                        |          |
| 2002年8月1日   | 東京UNDER MAP                                               | ROMAN-005    |                                      |                | 夏が嫌いなシャンソン人形                                                                                        |          |
| 2003年12月24日 | 殺害カバーオムニバス5 大熊小鹿馬馬場鶴田キラー完。          | MURDERCD-101 | 殺害塩化ビニール                     |                | 愛しのマリア(SALLY)カバー、Kiss…いきなり天国(UP-BEAT)カバー                                                     |          |
| 2004年5月23日  | 毒医捜患                                                    | dsma-001     |                                      |                | タメライ傷ト夜ノ蝶、人間休業                                                                                    |          |
| 2007年6月18日  | HAVE A NICE DIE! ハイテクノロジー・スーサイド・トリビュート | PCD-20008    | P-VINE                               |                | コック・サッカー・ブルース・リー ※毒医患（SEX-ANDROID、毒殺テロリスト、リンパ腺破裂、メトロノーム）としての参加 |          |
| 2013年10月2日  | V-ANIME ROCKS evolution                                     | TKCA-73994   | (株)徳間ジャパンコミュニケーションズ |                | LOVEさりげなく（魔法の天使クリィミーマミ）カバー                                                                |          |

### メディア出演
- テレビ東京「輝け! ソングラ天国」
- NHK Eテレ『天才てれびくんMAX』内のドラマ「新ユゲデール物語」 ※JUNROのみ
- とちぎテレビ「人格ラヂオの咲け〜バンギャル!!」第28回トークゲスト、2010年10月13日放映
- ニコニコ生放送「ミュージックニコ電★ヴィジュアル系ロックバンドSEX-ANDROIDとニコニコ電話♪」2011年1月11日放映
- NHK Eテレ『時々迷々』「第19回 ハイパーそうじ長！」2012年2月24日、3月2日放映 ※雄大、加藤透、榊原淳朗名義
- NHK Eテレ『Let's天才てれびくん』 ※TφRUのみ、 2014年12月24日放映